# 政権交代
政権交代（せいけんこうたい）とは、行政権を担当する政党（与党）が全面的に交替すること。
近代以降、民主主義制度が確立した先進国において、政権をもつ与党とそれをもたない野党の交代をいう。かならずしも選挙による交代であることは問われず、政争によって選挙を経ずに議会内での多数派が変わった場合であっても政権交代の定義には合致する。
政権交代は二党制（二大政党制や複数政党制）ではしばしば行われる。議院内閣制をとる国家では通常、イギリスの庶民院、日本の衆議院など下院の多数党が入れ替わることで政権交代が起こる。大統領制をとる国家では大統領の出身政党が入れ替わることで政権交代が起こる。
現政権に対して政策運営の結果について厳しい批判があったり社会に閉塞感が付きまとっている場合は、行政経験や政権担当能力の有無に関わらず、政治的状況から政権交代の可能性が高そうな野党に対してマスコミや有権者の期待が高まる傾向がある。
政権交代は政策の試行錯誤を奨励し、政権の長期化に伴って起きがちな政治腐敗を防ぐ機能がある。
外国の介入や武力を伴うレジーム・チェンジも「政権交代」とされることがある。

## 中国語での意味
台湾では「政党輪替」と呼ぶ。同じ漢字圏の中国語で「政権交代（中: 政权更替）」と書いた場合、「レジーム・チェンジ（Regime change）」の中国語訳であり、日本語における「政権交代」と意味が異なることに注意。

## 歴史
権力の世襲が原則であった近代以前においては、非血縁者に対し、平和的に政権交代を行うことは例外であった。古代中国では武力で非血縁者から政権を奪うことを放伐、両者の合意によって政権を譲り受けることを禅譲と呼んだ。
世界各地の国家において、封建的政権移譲制度から権力者を国民による選挙で選ぶ制度を確立するまでには、しばしば、最高権力者に逆らう形によるクーデターでの政権交代が多く、クーデターには武力を伴うものが多かったために流血の歴史をみることも少なくなかった。

## 各国の実例

### 日本

#### 大日本帝国憲法 (明治憲法) 下
1889年（明治22年）の大日本帝国憲法 (明治憲法) 制定で1890年（明治23年）から帝国議会が設置されたが、政府は当初議会の多数を占める民党に対して超然主義をとっていた。しかし日清戦争で政府と民党の協力関係が成立したのをきっかけに流れが変わり、1898年（明治31年）には自由党と進歩党が合同して憲政党を結成。超然主義内閣の限界を感じ、政党内閣を推進するようになっていた伊藤博文の推挙で日本最初の政党内閣の「隈板内閣」が誕生している。
憲政党が自由党系の同名の憲政党と進歩党系の憲政本党に分裂した後、1900年（明治33年）に前者は伊藤博文を党首とする立憲政友会を結成し、後者の憲政本党は1910年（明治43年）の立憲国民党、1913年（大正2年）の伊藤の政敵の桂太郎が創設した立憲同志会、1916年（大正5年）の憲政会を経て、1927年（昭和2年）に立憲民政党となった。明治末年まで、政友会の西園寺公望内閣と立憲同志会の桂内閣との間で政権交代が繰り返された。さらに明治末から大正初めと大正末の二度の護憲運動で絶対主義的官僚制が後退して政党政治が促進され、政友会と立憲同志会→憲政会（民政党）の二大政党制による政党政治の基礎が作られた。
1924年（大正13年）に内閣総理大臣となった清浦奎吾が陸軍大臣、海軍大臣、外務大臣を除く全閣僚を貴族院議員で構成する特権内閣を組閣したことに対抗して憲政会、政友会、革新倶楽部の三党は護憲三派を結成し、第2次護憲運動を展開した。解散後の総選挙で圧勝して護憲三派内閣を成立させ、これ以降政党政治の時代が始まり、衆議院の第一党が政権を担当し、それが総辞職した後は第二党に交代するという「憲政の常道」が慣例として成立し、それに伴って政友会と民政党の両党の二大政党制が生まれた。
しかし普通選挙の実施で政党は多額の選挙資金を必要とするようになり、その結果政党は財界との結びつきを強め、様々な汚職事件の温床となった。「政党政治の腐敗」への批判が徐々に高まり、軍の急進的な青年将校や国家主義団体などの間で政党政治打倒を目指す動きも活発となった。1932年（昭和7年）には急進的な海軍青年将校が中心となって五・一五事件が発生し、首相の犬養毅が暗殺されて政友会による政党内閣だった犬養内閣が崩壊した。軍部の意向や犯行におよんだ軍人に同情的な世論を考慮した結果として、政友会の後継総裁となった鈴木喜三郎に大命降下はされず、退役海軍大将の斎藤実が首相になり、政友会と民政党から閣僚を採用して挙国一致内閣を組閣。退役海軍軍人を首班とする内閣の発足により、政党内閣は崩壊し憲政の常道が終焉を迎えたと評価されている。
- 1898年（明治31年） - 第3次伊藤内閣（藩閥）⇒第1次大隈内閣（憲政党）
- 1898年（明治31年） - 第1次大隈内閣（憲政党）⇒第2次山縣内閣（藩閥）
- 1900年（明治33年） - 第2次山懸内閣（藩閥）⇒第4次伊藤内閣（立憲政友会）
- 1901年（明治34年） - 第4次伊藤内閣（立憲政友会）⇒第1次桂内閣（官僚内閣）
- 1906年（明治39年） - 第1次桂内閣（官僚内閣）⇒第1次西園寺内閣（立憲政友会）
- 1908年（明治41年） - 第1次西園寺内閣（立憲政友会）⇒第2次桂内閣（官僚内閣）
- 1911年（明治44年） - 第2次桂内閣（官僚内閣）⇒第2次西園寺内閣（立憲政友会）
- 1912年（大正元年） - 第2次西園寺内閣（立憲政友会）⇒第3次桂内閣（官僚内閣）
- 1913年（大正2年） - 第3次桂内閣（官僚内閣）⇒第1次山本内閣（立憲政友会）
- 1914年（大正3年） - 第1次山本内閣（立憲政友会）⇒第2次大隈内閣（立憲同志会・中正会）
- 1916年（大正5年） - 第2次大隈内閣（立憲同志会・中正会）⇒寺内内閣（超然内閣→立憲政友会・立憲国民党）
- 1924年（大正13年） - 第2次山本内閣（立憲政友会・革新倶楽部）⇒清浦内閣（超然内閣）
- 1924年（大正13年） - 清浦内閣（超然内閣）⇒加藤高明内閣（憲政会・立憲政友会・革新倶楽部）
- 1927年（昭和2年） - 第1次若槻内閣（憲政会）⇒田中義一内閣（立憲政友会）
- 1929年（昭和4年） - 田中義一内閣（立憲政友会）⇒濱口内閣（立憲民政党）
- 1931年（昭和6年） - 第2次若槻内閣（立憲民政党）⇒犬養内閣（立憲政友会）
- 1945年（昭和20年） - 東久邇宮内閣（挙国一致内閣）⇒幣原内閣（日本進歩党・日本自由党）

#### 日本国憲法下
- 左側：戦後2回の政権交代の前の内閣総理大臣。
- 右側：戦後2回の政権交代で最初に生まれた内閣総理大臣。

1946年（昭和21年）の日本自由党による第1次吉田内閣誕生や1947年（昭和22年）の日本社会党の片山内閣の例では、衆院選直後の衆議院第一党党首が首相に就任した。
1955年以後、自民党を与党とする政権が続く中（55年体制）で、内閣が民衆の支持を失ったとき、それまでとは別の自民党内の政治家や派閥に主導権を明け渡すことで内閣支持率を回復することが繰り返された。これを擬似政権交代と呼ぶことがある。

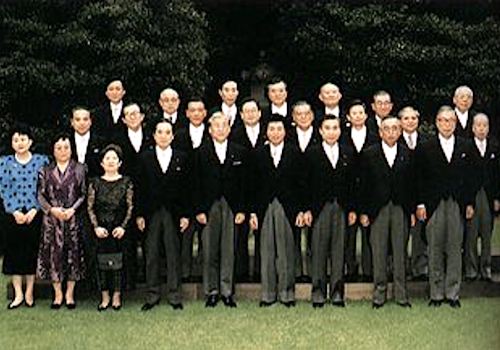
自由民主党による55年体制が終わり、新たにできた細川護熙が首班の細川内閣。

1993年（平成5年）の第40回衆議院議員総選挙で誕生した細川連立内閣は、自民党が衆議院で比較第一党であったにもかかわらず、それぞれ政治思想が異なる非自民の8党が結集して衆議院第五党党首の細川護熙を擁立したが、短期間で瓦解する。

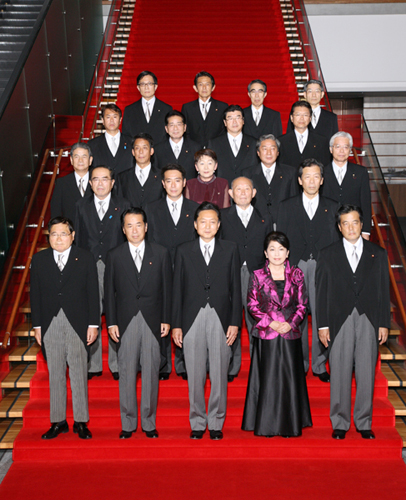
自由民主党から初めて正式に政権交代した民主党らによる鳩山内閣。

2009年（平成21年）の第45回衆院選では、民主旋風を受けた野党第一党、民主党が圧勝して初めて非自民を中心とする民主党政権（鳩山由紀夫内閣）が誕生し、一時期の例外を除いて長期政権与党であった自民党はそれまで連立政権を組んでいた与党第二党、公明党とともに本格的に下野することになった。これまでの事例は他政党との連立内閣による衆議院多数派工作によるものであるため、これが日本政治史で初めての本格的な民意による政権交代という見方もできる。
同年の新語・流行語大賞では「政権交代」が選ばれ、鳩山由紀夫首相が受賞した。

##### 衆議院総選挙を経た政権交代

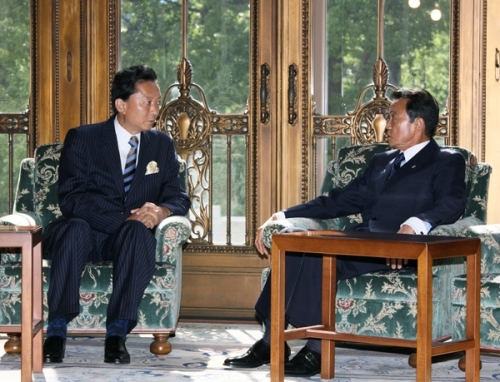
2009年9月14日、政権交代を前に会談する鳩山由紀夫次期内閣総理大臣（民主党代表）と麻生太郎内閣総理大臣（自民党総裁）

- 1947年（昭和22年） - 第1次吉田内閣（日本自由党・民主党連立）⇒片山内閣（日本社会党・民主党・国民協同党連立）

- 1993年（平成05年） - 宮澤改造内閣（自由民主党）⇒細川内閣（日本新党などの連立政権）

- 2009年（平成21年） - 麻生内閣（自由民主党・公明党連立）⇒鳩山由紀夫内閣（民主党・社会民主党・国民新党連立、新党日本・新党大地は閣外協力）

- 2012年（平成24年） - 野田第3次改造内閣（民主党・国民新党連立）⇒第2次安倍内閣（自由民主党、公明党連立）

##### 衆議院総選挙を経ない政権交代
- 1948年（昭和23年） - 芦田内閣（民主党・日本社会党・国民協同党連立）⇒第2次吉田内閣（民主自由党）

- 1954年（昭和29年） - 第5次吉田内閣（自由党・改進党閣外協力）⇒第1次鳩山一郎内閣（日本民主党）

- 1994年（平成06年） - 羽田内閣（新生党・公明党・民社党・柿沢自由党・日本新党などの連立政権、新党さきがけ・新党みらい・社会民主連合は閣外協力）⇒村山内閣（自由民主党・日本社会党・新党さきがけの連立政権）

### パラグアイ
パラグアイではコロラド党が1948年から支配していたが、2008年に政権交代が起きた。

### ポーランド
ポーランドでは1989年に民主化されてからは選挙するごとに交代してきたが、2011年ポーランド議会選挙では政権が続投した。

### 台湾
台湾では、2000年の総統選挙で、中国国民党から民主進歩党（民進党）へ、2008年の総統選挙では、民進党から国民党へ、2016年の総統選挙では、再び国民党から民進党へ政権交代が起きた。

### 韓国
韓国では、1997年の大統領選挙で、中道左派の新政治国民会議の金大中が、中道右派のハンナラ党の候補に勝利した。2007年の大統領選挙では、ハンナラ党の李明博が、中道左派の大統合民主新党の候補に勝利した。さらに2017年の大統領選挙では、共に民主党の文在寅が、右派でハンナラ党の流れを汲む自由韓国党の候補に勝利した。2022年の第20代大統領選挙では、第1野党保守派国民の力所属の尹錫悦当選者が多数与党左派共に民主党所属の李在明候補に比べて憲政史上最小得票差0.73%の差で勝利を収め政権交代となり、1987年の民主化以来史上初めて同一政党政権が2期間続くことができず、リベラル系政党が文在寅1期ぶりに政権が終わる記録を立てることになった。

## 政権移行
国政選挙が比例代表制で行われる場合、選挙結果が判明してから連立与党が成立するまで数週間をかけて交渉が行われることが多く、交代に時間がかかる。単一与党を作り出しやすい小選挙区制では、より短期間で政権交代の作業が行われる。極端な例として、現代イギリスでは選挙日の翌日に首相が交代し新内閣が組織される。大統領制のアメリカ合衆国の政権移行は11月の次期大統領の選出から翌年1月就任式まで2カ月半をかける複雑な作業である。1933年以前は、翌年3月までだった。アメリカではこのとき数千の政治任用官僚も次期大統領によって交代させられる。
移行期には旧政権がレームダックに陥り外交交渉が停止したりする。
アメリカの場合、政権移行委員会が組織される。1963年大統領政権移行法に基づき、連邦政府一般調達局（共通役務庁）は次期大統領に事務所設備等のための資金を拠出することができる。

## 蜜月期間
アメリカでは政権交代をした際、100日間程度は、マスメディアは政権に対する批判論評を控える「蜜月期間」（ハネムーン期間）が存在するとされている。日本のマスメディアも2009年（平成21年）の民主党への政権交代において、当初は論評を抑えつつ、発足100日後に一斉に論評を発表するケースが見られた。